# Magyar Űrkutatási Iroda
A Magyar Űrkutatási Iroda (MŰI) a magyar űrtevékenységért felelős kormányzati szerv neve volt.  A MŰI-t 1992-ben a magyar kormány a 6/1992. (I. 6.) Korm. rendelettel alapította meg. Az Iroda a 152/2014. (VI. 6.) Korm. rendelet hatályba lépésével megszűnt. Feladatainak jelentős részét továbbra is a Nemzeti Fejlesztési Minisztérium látja el.

## Története
Előzményei közé tartozik, hogy 1965-től az űrkutatás kormányzati feladatait az Űrkutatási Kormánybizottság, 1978-1991 között pedig a Magyar Tudományos Akadémia Interkozmosz Tanácsa látta el.
A Magyar Űrkutatási Iroda 1992-2005 között önálló irodaként látta el feladatait, az űrtevékenységért felelős miniszter felügyelete alatt. 2006. január 1-jétől a MŰI önállósága megszűnt, s az Informatikai és Hírközlési Minisztérium főosztályaként működött tovább. A 2006-os országgyűlési választást követően megalkotott új kormányzati rendszerben, 2006. június 9-étől kezdődően az IHM Gazdasági és Közlekedési Minisztériumba integrálódott, így a MŰI is a GKM főosztályaként működött. A GKM szervezetének átalakításával a MŰI a GKM-ből kivált, s a továbbiakban, 2006. augusztus 1-jétől, a Környezetvédelmi és Vízügyi Minisztérium osztályaként működött tovább. (A KvVM-ben a MŰI osztályként a nemzetközi kapcsolatokért felelős, később pedig az oktatási feladatokért felelős főosztály része volt. Utóbbi előbb a jogi és koordinációs szakállamtitkár, később pedig közvetlenül az államtitkár irányítása alá tartozott.) 2008. december 31-én Kormány az űrkutatást a kutatás-fejlesztésért felelős tárca nélküli miniszter felelősségébe utalta, aki a Nemzeti Kutatási és Technológiai Hivatal működését felügyelte. A MŰI az NKTH Nemzetközi Főosztályán belül, továbbra is osztályként működött tovább. Ugyanakkor 2009. április 16-tól az űrkutatásért a nemzeti fejlesztési és gazdasági miniszter felelt. (Kinevezéséig - néhány napra - őt a közlekedési, hírközlési és energiaügyi miniszter helyettesítette.) 2010. május 29-étől az űrkutatás a nemzeti fejlesztési miniszter felelősségi körébe tartozik. A Magyar Űrkutatási Iroda a Kormány tagjainak feladat- és hatásköréről szóló 152/2014. (VI. 6.) Korm. rendelet hatályba lépésével megszűnt. Feladatainak jelentős részét továbbra is a Nemzeti Fejlesztési Minisztérium látja el.

## Feladatai

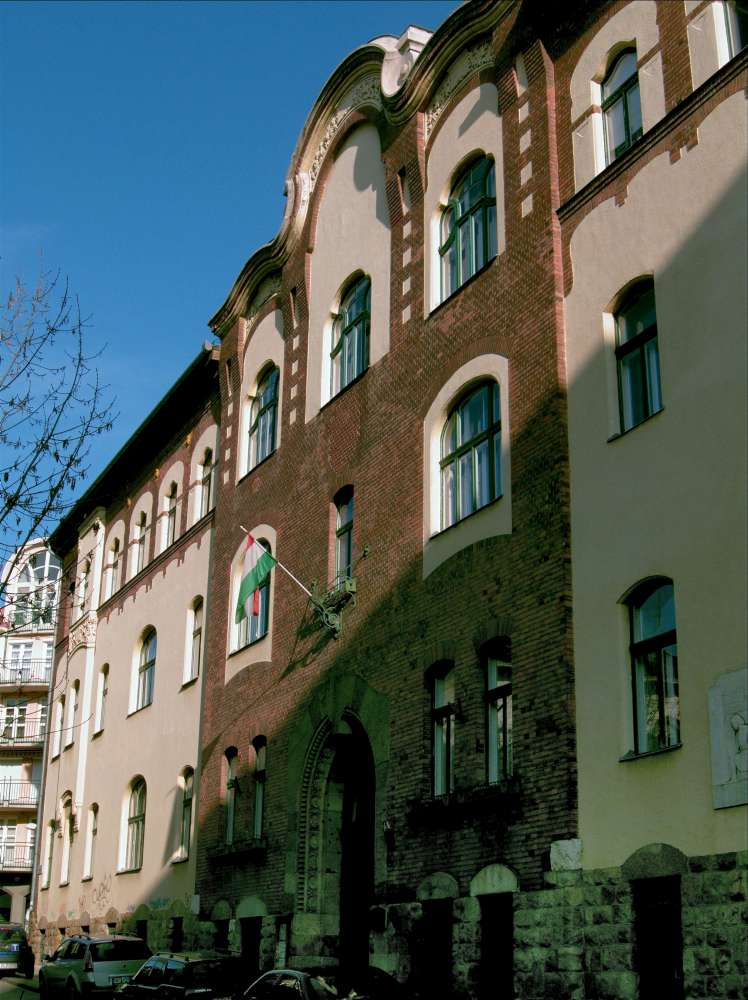
A MŰI székhelye 2007–2009 között, az Országos Meteorológiai Szolgálat Székháza

A Magyar Űrkutatási Iroda feladatai közé tartozott a nemzetközi kapcsolatok koordinációja, a hazai és nemzetközi pályázati rendszer hazai részének üzemeltetése, a Magyar Űrkutatási Tanács és az Űrkutatási Tudományos Tanács adminisztrációjának vezetése.

## Igazgatói
A Magyar Űrkutatási Iroda élén 1992. január 6-i megalakulása óta igazgató (az első években ügyvezető igazgató néven) áll. Az igazgatót eleinte az űrkutatásért felelős miniszter, 2009-től az NKTH elnöke nevezi ki vagy menti fel. 2009-től az igazgatói cím helyett a MŰI vezetője osztályvezető.
| Igazgató      | Periódus  | Megjegyzések |
| ------------- | --------- | --- |
| Tófalvi Gyula | 1992–1997 | Ügyvezető igazgatóként állt a Magyar Űrkutatási Iroda élén. Vezetése alatt megszilárdult a Magyar Űrkutatási Iroda helyzete, Magyarország megkezdte közeledését az Európai Űrügynökséghez. Emellett számos űrhivatalközi megállapodás aláírására került sor. |
| Both Előd     | 1997–2012 | Előbb megbízott ügyvezető igazgatóként, majd igazgatóként vezette és vezeti a MŰI-t. Igazgatói ideje alatt Magyarország sikeresen teljesítette az ESA PRODEX-programjában való részvételét, majd 2003-ban aláírta az ESA Európai Együttműködő Államok Terve Megállapodást. 2007-ben a szakértői csoport vezetőjeként vett részt Magyarország ESA-csatlakozási tárgyalásainak első fordulóján. Both Előd még 2014-ig látta el korábbi igazgatói feladatait. |
| Lengyel Péter | 2012-2014 | Az NFM Űrkutatási és Nemzetközi Osztályának vezetője |
| Nagy Tünde    | 2014      | Az NFM Űrkutatási és Nemzetközi Osztályának vezetője |
| Tari Fruzsina | 2014–     | Az NFM Elektronikus Hírközlési és Űrkutatási osztályának vezetője |

## Nemzetközi kapcsolatai
A jogszabályban meghatározott feladatokból következő nemzetközi kapcsolatokon kívül (Európai Űrügynökség, Európai Bizottság, ENSZ Világűrbizottság stb.) a Magyar Űrkutatási Iroda együttműködési megállapodásokat is kötött egyes országok űrkutatásért felelős legfőbb intézményeivel. Emellett segített a kormányszintű űrkutatási együttműködési megállapodások előkészítésében, végrehajtásában.
A MŰI (és annak megszűnte óta a Nemzeti Fejlesztési Minisztérium) nemzetközi egyezményei (zárójelben a megállapodás életbe lépésének éve)
- Ukrajna Nemzeti Űrügynöksége és a Magyar Űrkutatási Iroda között létrejött megállapodás (1994–)
- Az Orosz Űrügynökség és a Magyar Űrkutatási Iroda között létrejött egyezmény (1995–)
- Az Indiai Űrkutatási Szervezet és a Magyar Űrkutatási Iroda között létrejött megállapodás (1995–)
- A Lengyel Tudományos Akadémia és a Magyar Űrkutatási Iroda között létrejött megállapodás (1997–)
- A Román Űrügynökség és a Magyar Űrkutatási Iroda között létrejött együttműködési megállapodás (1998–)

## A MŰI székhelye
A MŰI-nek működése során több székhelye is volt, közülük a legutolsó a Nemzeti Fejlesztési Minisztérium.

## Kiadványai
Megalakulása óta a MŰI számos kiadvány, könyv, füzet megjelenését támogatta. A legismertebb ezek közül a magyar űrkutatás éves beszámolóinak szánt magyar, illetve angol nyelvű évkönyv (Magyar Űrkutatás -évszám-, majd Űrtevékenység Magyarországon -évszám- címmel, illetőleg Space Activities in Hungary -évszám-), illetve az Iskolai Űratlasz, valamint annak hazai kiegészítő füzete. Legutóbb az Európai Űrügynökség ismeretterjesztő DVD-kiadványai magyar nyelvű fordításainak (1. Newton in Space) megjelenését támogatta. A MŰI ugyanakkor nem elsősorban saját könyvek és füzetek megjelentetésével, hanem különböző intézmények kiadványainak támogatásával járult hozzá a hazai űrkutatási ismeretterjesztéshez.

## Űrtevékenységet felügyelő miniszterek
Az elmúlt évtizedekben bekövetkező jogszabály-változások következtében a magyar űrkutatást számos miniszter felügyelte, s előfordult, hogy egyetlen kormányzati ciklus alatt több miniszter, illetve minisztérium felügyeletéhez is tartozott úgy az űrtevékenység mint maga a MŰI.
| A magyar űrtevékenységét felügyelő miniszterek listája                                | A magyar űrtevékenységét felügyelő miniszterek listája | A magyar űrtevékenységét felügyelő miniszterek listája |
| ------------------------------------------------------------------------------------- | ------------------------------------------------------ | ------------------------------------------------------ |
| Pungor Ernő, tudományokkal foglalkozó tárca nélküli miniszter                         | 1992. január 6.                                        | 1994. július 14.                                       |
| Lotz Károly, közlekedési, hírközlési és vízügyi miniszter                             | 1994. július 15.                                       | 1998. július 7.                                        |
| Katona Kálmán, közlekedési, hírközlési és vízügyi miniszter                           | 1998. július 8.                                        | 2000. május 31.                                        |
| Nógrádi László, közlekedési és vízügyi miniszter                                      | 2000. június 1.                                        | 2000. november 30.                                     |
| Fónagy János, közlekedési és vízügyi miniszter                                        | 2000. december 1.                                      | 2002. május 26.                                        |
| Kovács Kálmán, informatikai és hírközlési miniszter                                   | 2002. május 27.                                        | 2006. június 8.                                        |
| Kóka János, gazdasági és közlekedési miniszter                                        | 2006. június 9.                                        | 2006. július 31.                                       |
| Persányi Miklós, környezetvédelmi és vízügyi miniszter                                | 2006. augusztus 1.                                     | 2007. május 6.                                         |
| Fodor Gábor, környezetvédelmi és vízügyi miniszter                                    | 2007. május 7.                                         | 2008. április 30.                                      |
| Gráf József (ideiglenes), földművelésügyi és vidékfejlesztési miniszter               | 2008. május 1.                                         | 2008. május 4.                                         |
| Szabó Imre, környezetvédelmi és vízügyi miniszter                                     | 2008. május 5.                                         | 2008. december 31.                                     |
| Molnár Károly, kutatás-fejlesztésért felelős tárca nélküli miniszter                  | 2009. január 1.                                        | 2009. április 15.                                      |
| Hónig Péter, (ideiglenes) közlekedési, hírközlési és energiaügyi miniszter            | 2009. április 16.                                      | 2009. április 28.                                      |
| Varga István, nemzeti fejlesztési és gazdasági miniszter                              | 2009. április 29.                                      | 2010. május 29.                                        |
| Fellegi Tamás, nemzeti fejlesztési miniszter                                          | 2010. május 30.                                        | 2011. december 14.                                     |
| Fónagy János (ideiglenes), a Nemzeti Fejlesztési Minisztérium parlamenti államtitkára | 2011. december 15.                                     | 2011. december 19.                                     |
| Navracsics Tibor (ideiglenes), közigazgatási és igazságügyi miniszter                 | 2011. december 20.                                     | 2011. december 22.                                     |
| Németh Lászlóné nemzeti fejlesztési miniszter                                         | 2011. december 23.                                     | 2014. június 6.                                        |
| Seszták Miklós, nemzeti fejlesztési miniszter                                         | 2014. június 6.                                        |                                                        |

## Külső hivatkozások
- A magyar űrkutatás hírei
- Az Európai Űrügynökség honlapja
- A Nemzeti Fejlesztési Minisztérium honlapja Archiválva 2011. december 25-i dátummal a Wayback Machine-ben